# Z: The Beginning of Everything
Z: The Beginning of Everything – amerykański serial telewizyjny (dramat historyczny) wyprodukowany przez Amazon Studios oraz Sugar Mama Productions, którego twórcami są Dawn Prestwich oraz Nicole Yorkin, na podstawie noweli "Z: A Novel of Zelda Fitzgerald" autorstwa Therese Anne Fowler. Pilotowy odcinek został udostępniony 5 listopada 2015 roku przez platformę Amazon Studios.
Pozostałe odcinki pierwszego sezonu zostały udostępnione 27 stycznia 2017 roku na stronie internetowej Amazon Studios.

28 kwietnia 2017 roku, platforma Amazon ogłosiła zamówienie drugiego sezonu.

## Fabuła
Serial opowiada historię życia Zeldy Fitzgerald, znakomitej amerykańskiej powieściopisarki.

## Obsada

### Główna
- Christina Ricci jako Zelda Fitzgerald[4]
- Gavin Stenhouse jako F. Scott Fitzgerald (odcinek pilotowy)[5]
- David Hoflin jako F. Scott Fitzgerald (odcinki 2–10)
- David Strathairn jako sędzia Anthony Sayre[6]

### Role drugoplanowe
- Kristine Nielsen jako Minnie Sayre[6]
- Holly Curran jako Tilde Sayre[7]
- Jamie Anne Allman jako Tootsie Sayre[6]
- Maya Kazan jako Livye Hart[6]
- Sarah Schenkkan jako Eleanor Browder[6]
- Jun Naito jako Tana Fujimora
- Jordan Dean jako Ludlow Fowler

## Odcinki
| Sezon | Sezon | Odcinki | Oryginalna emisja Amazon Studios | Oryginalna emisja Amazon Studios | Oryginalna emisja | Oryginalna emisja | Oryginalna emisja |
| Sezon | Sezon | Odcinki | Premiera sezonu                  | Finał sezonu                     | Premiera sezonu   | Finał sezonu      |                   |
| ----- | ----- | ------- | -------------------------------- | -------------------------------- | ----------------- | ----------------- | ----------------- |
|       | 1     | 10      | 5 listopada 2015                 | 27 stycznia 2017                 | nieemitowany      | nieemitowany      |                   |

### Sezon 1 (2015-2017)
| Nr | #  | Tytuł                                     | Reżyseria         | Scenariusz                           | Premiera Amazon Studios | Premiera     |
| -- | -- | ----------------------------------------- | ----------------- | ------------------------------------ | ----------------------- | ------------ |
| 1  | 1  | Pilot                                     | Tim Blake Nelson  | Dawn Preswich, Nicole Yorkin         | 27 stycznia 2017        | nieemitowany |
| 2  | 2  | Just Humans                               | Mike Barker       | Dawn Preswich, Nicole Yorkin         | 27 stycznia 2017        | nieemitowany |
| 3  | 3  | The Right Side of Paradise                | Mike Barker       | Lydia Woodward                       | 27 stycznia 2017        | nieemitowany |
| 4  | 4  | You, Me and Us                            | Neasa Hardiman    | Ian Deitchman, Kristin Rusk Robinson | 27 stycznia 2017        | nieemitowany |
| 5  | 5  | The It Girl                               | Neasa Hardiman    | Kit Steinkellner                     | 27 stycznia 2017        | nieemitowany |
| 6  | 6  | Lights! Camera! Fitzgerald!               | Minkie Spiro      | Marcus Gardley                       | 27 stycznia 2017        | nieemitowany |
| 7  | 7  | Where There Are Friends, There Are Riches | Minkie Spiro      | Doug Dorst                           | 27 stycznia 2017        | nieemitowany |
| 8  | 8  | Playing House                             | Wash Westmoreland | Ian Deitchman, Kristin Rusk Robinson | 27 stycznia 2017        | nieemitowany |
| 9  | 9  | Quicksand                                 | Wash Westmoreland | Lydia Woodward                       | 27 stycznia 2017        | nieemitowany |
| 10 | 10 | Best of All                               | Mike Barker       | Dawn Prestwich, Nicole Yorkin        | 27 stycznia 2017        | nieemitowany |

## Produkcja
22 czerwca 2015 roku ogłoszono, że główną rolę w serialu zagra Christina Ricci.
W kolejnym miesiącu Gavin Stenhouse i Holly Currna dołączyli do serialu.
23 września 2015 roku ogłoszono, że David Strathairn, Kristine Nielsen, Jamie Anne Allman, Maya Kazan oraz Sarah Schenkkan dołączyli do obsady pilotowego odcinka.
19 grudnia 2015 roku platforma internetowa Amazon zamówiła pierwszy sezon "Z: The Beginning of Everything".